# Franz Heinrich Siesmayer
Franz Heinrich Siesmayer est un botaniste, un jardinier et un paysagiste allemand, né le 26 avril 1817 à Mayence et mort le 22 décembre 1900 à Francfort-sur-le-Main .
Siesmayer est d’abord jardinier pour la ville de Francfort avant de créer sa propre entreprise avec un de ses frères. Il réalise alors divers jardins dans cette ville dont le jardin botanique, le Palmengarten.